# Bayernfeige Violetta
 Bayernfeige Violetta  es un cultivar de higuera de tipo higo común Ficus carica unífera (con solamente una cosecha por temporada los higos de verano-otoño), de higos con piel de color de fondo violeta púrpura y sobre color algunas bandas de amarillo verdoso. Su cultivo gracias principalmente a su resistencia a temperaturas de hasta -20 °C se ha extendido en jardines particulares de Suiza y Alemania.

## Sinonimia
- "sin sinónimos"[4][5]

## Historia
'Bayernfeige Violetta' proviene de un pueblo bávaro, al noreste de los Alpes, lugar reconocido por su frío y abundante nieve en invierno.

## Características
'Bayernfeige Violetta' es una higuera del tipo higo común unífera, variedad autofértil que no necesita otras higueras para ser polinizada. Es una higuera de tamaño pequeño que produce una cosecha abundante de higos de otoño. Muy productivo, con cada hoja es normal que la acompañe una fruta, dos frutas por hoja solo en las plantas más viejas y una nutrición óptima.
El higo tiene un espesor de la epidermis grueso y de forma turbinada piriforme, una epidermis de color de fondo violeta púrpura y sobre color algunas bandas de amarillo verdoso, con un cuello cilíndrico y largo, su pedúnculo se desprende fácilmente. Cuando se recogen en plena madurez, son muy buenas, fruta muy dulce y sabrosa, rica en vitaminas y minerales. Maduración temprana desde mediados de julio a finales de agosto.
Por lo general, los higos son grandes y algunos ejemplares han alcanzado los 111 gramos, ostiolo medio cerrado de color marrón-rojo, y tienen cualidades de muy buen gusto. Maduran desde finales de septiembre a finales de octubre. Resistente a las heladas durante unos días a aproximadamente -20 °C en el sitio protegido con una protección de grueso acolchado vegetal al pie del árbol en invierno.
A pesar de todo, sigue siendo un tipo sofisticado de fruta en Alemania para áreas protegidas con protección de invierno. Solo hibernar las plantas jóvenes en la tina en el sótano o en otro lugar libre de heladas. Sólo plantar las plantas más viejas en primavera. Se debe regar y fertilizar mucho durante la temporada de crecimiento.

## Cultivo
'Bayernfeige Violetta' se adapta particularmente a las regiones frías, incluso en una situación desfavorable, debido a su resistencia natural al frío. Esto le hace ser una higuera muy interesante por su gran resistencia al frío aguanta temperaturas de hasta -20 °C en el sitio siempre y cuando se le proteja el pie del árbol con un grueso acolchado vegetal en invierno.
Sus cultivos sobre todo en huertos y jardines particulares y en contenedores macetas en diversas zonas de Alemania. Se usa en consumo fresco, ensaladas, mermelada, guisos, y en diversos postres.